# Euphorbia holochlorina
Euphorbia holochlorina là một loài thực vật có hoa trong họ Đại kích. Loài này được Rizzini mô tả khoa học đầu tiên năm 1989 publ. 1990.